# UWI Blackbirds FC
El UWI Blackbirds FC es un equipo de fútbol de Barbados que juega en la Primera División de Barbados, la máxima categoría de fútbol en el país.

## Historia
Fue fundado en el año 2007 en la ciudad de Bath como parte del club deportivo UWI Blackbirds, el cual representa a la Universidad de las Indias Occidentales en Barbados.
En el año 2009 consiguen el ascenso a la Segunda División de Barbados tras quedar en tercer lugar en la fase final.
En 2014 consiguen el ascenso a la Primera División de Barbados por primera vez en su historia, y en su segundo año en la máxima categoría consigue el título de liga por primera vez.

## Palmarés
- Premier Division: 1[5]

2016